# Європейська вулиця (Полтава)
Європе́йська ву́лиця (з 1805 по 1923 — Кобеляцька, з 1923 по 1929 — Троцького, з 1929 по 2016 — Фрунзе) — одна з головних вулиць Полтави, розташована у Шевченківському районі. Пролягає від вулиці Монастирської до виходу на трасу Полтава—Кременчук. Довжина вулиці — 5,66 км.

## Історія
Вулиця Кобеляцька виникла в процесі виконання плану регулярного планування Полтави після 1805 року. До цього часу тут проходила старовинна вулиця-дорога, яка веде в західному напрямку до міст Кобеляки та Кременчук. Називалася вона Єгор’євською і вела від фортеці через територію теперішньої обласної лікарні. Першою будівлею на Кобеляцькій вулиці в 1808 році була побудована в’язниця, так званий «Тюремний замок». У комплекс «Тюремного замку» входили сама будівля в’язниці з домовою церквою на другому поверсі та казарми охорони. Весь комплекс був обгороджений цегляною стіною висотою понад 4 метри зі сторожовими круглими вежами по кутах. Близько 1930-х років поруч з в’язницею будується будинок тюремної лікарні.
Європейська вулиця — одна з найдовших і найдавніших у місті. По ній проходив шлях на Кобеляки, звідки первісна назва — вулиця Кобеляцька. З 1923 року відома як вулиця Троцького. У 1929 році отримала назву вулиця Фрунзе. 

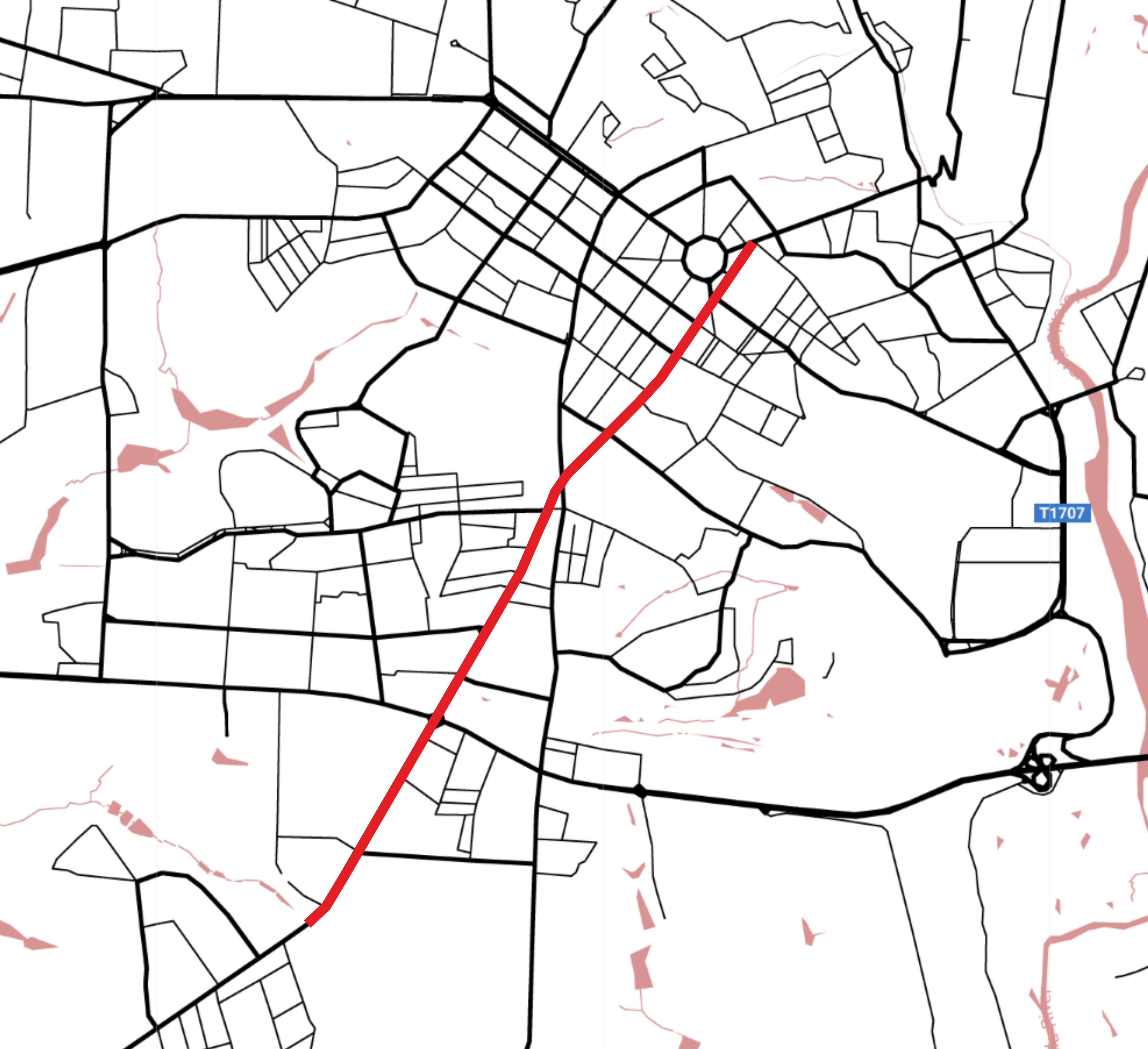
Розташування вулиці Європейської на схемі м. Полтава

У XIX—на початку XX століття на вулиці Європейській були розташовані: Всіхсвятська церква, Товариство взаємного кредиту, «Гранд отель», Петропавлівська кірха, губернська тюрма та інші важливі будівлі. Вулиця реконструйована у 1980-х роках. 
На Європейській вулиці міститься Полтавський завод медичного скла та Полтавський пивзавод.
На 2025 рік на вулиці розташований ТЦ Конкорд, біля ЗОШ № 27.

## Пам’ятки
До вулиці прилягає Полтавський парк імені Івана Котляревського, на території якого знаходяться могила Івана Котляревського, меморіальний комплекс Солдатської Слави.

## Сусідні вулиці
До вулиці Європейської прилучаються: вулиця Монастирська, провулок Романа Шухевича, вулиці Соборності, Небесної Сотні, 1100-річчя Полтави, Юліана Матвійчука, Шевченка, Героїв Чорнобильців, Миколи Дмітрієва, Патріарха Мстислава, Остапа Вишні, Кобищанська, Кагамлика, Раїси Кириченко, Баяна, Героїв АТО, Лялі Убийвовк, провулки Спілчанський, Нестора Городовенка, вулиці Залізна, Гостомельська, Гетьмана Сагайдачного, Олександра Оксанченка, Павла Чубинського, провулки Кустарний, Токарний, вулиця Автобазівська, провулок Комунальний, Київське і Харківське шосе, вулиці Малорудчанська, Злагоди, Данила Апостола, Ветеринарна, Полюсна, Польська, Віктора Андрієвського, Леоніда Каденюка і Полтавська.